# Tenor Madness
Tenor Madness är ett musikalbum av Sonny Rollins, lanserat 1956 på skivbolaget Prestige. Inspelningarna skedde i maj 1956 och albumet släpptes i oktober. Albumet är främst uppmärksammat för dess tolv minuter långa titelspår där John Coltrane spelar med Rollins. Det är den enda kända studioinspelningen där de två saxofonisterna spelar tillsammans.

## Låtlista
(kompositör inom parentes)
1. "Tenor Madness" (Sonny Rollins) - 12:16
2. "When Your Lover Has Gone" (Einar Aaron Swan) - 6:11
3. "Paul's Pal" (Sonny Rollins) - 5:12
4. "My Reverie" (Larry Clinton, Debussy) - 6:08
5. "The Most Beautiful Girl in the World" (Rodgers, Hart) - 5:37

## Medverkande musiker
- Sonny Rollins - tenorsaxofon
- John Coltrane - tenorsaxofon, spår 1
- Red Garland - piano
- Paul Chambers - bas
- Philly Joe Jones - trummor